# Sankt Mikaels kyrka, Jörn

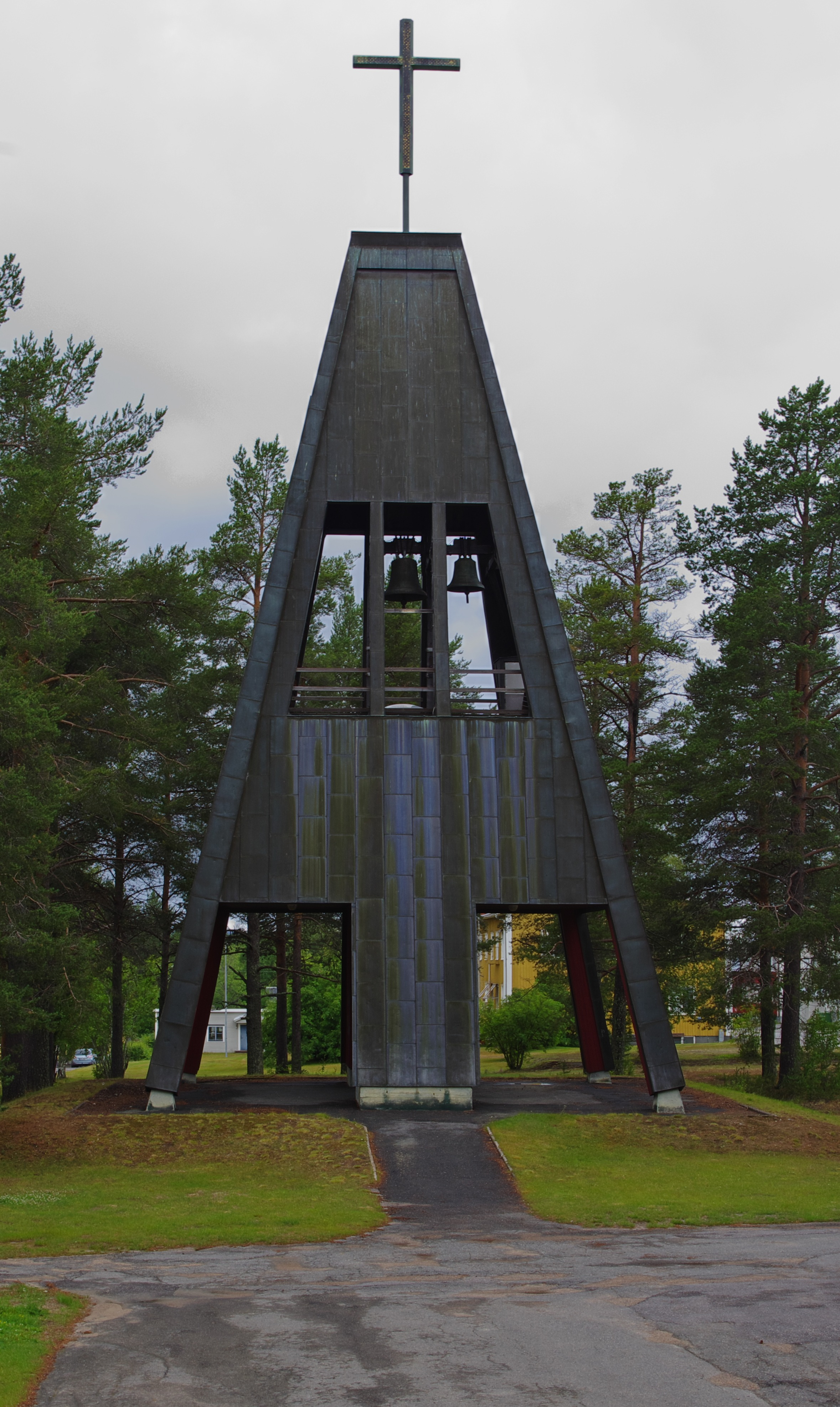
Klockstapeln

Sankt Mikaels kyrka är en kyrkobyggnad som ligger centralt i Jörns stationssamhälle. Den är församlingskyrka i Jörn-Bolidens församling i Luleå stift.

## Kyrkobyggnaden
Kyrkan uppfördes 1959-1960 efter ritningar av arkitekt Georg Rudner. Den invigdes på Mikaelidagen 1960 av biskop Ivar Hylander. Kyrkorummet och sakristian finns i kyrkans övre plan. I källarplanet finns S:t Mikaelssalen och köksutrymmen. Kyrkan täcks av ett brant sadeltak klätt med kopparplåt. Från 1974 var denna kyrka församlingens huvudkyrka. Rudner ritade senare en klockstapel som stod färdig 1967.

## Inventarier
- Altartavlan är målad av Simon Sörman.
- Triumfkrucifixet är från Oberammergau.